# 赤坂王子大飯店
35°40′48″N 139°44′14″E / 35.68000°N 139.73722°E
赤坂王子大飯店（日语：赤坂プリンスホテル）是日本东京都千代田区纪尾井町已结束营业的酒店。

## 概要
赤坂王子大飯店由旧馆（原李王家邸）、别馆（旧新馆）以及新馆三座组成。于1955年10月1日开业，别馆于1960年10月1日开业，新馆于1983年3月7日开业。2007年更名为赤坂格兰王子大飯店（グランドプリンスホテル赤坂）。
2011年3月31日，由于设施老化可能会导致竞争力低下、以及保有资产的活用的关系而决定停止营业；在該年4月9日到6月30日間，新馆曾成為福岛第一核电站事故受害居民的避难安置所。酒店拆除後的再開發計畫中，將保留酒店舊館，拆除别館與新館。拆除工作從2011年9月開始，至2013年7月6日新館拆除完成後結束。高138.9公尺的新館曾是日本最高的已拆除建築，超过了2007年拆除、高112公尺的东京索菲特酒店。这个记录后被2023年拆卸的东京世界贸易中心大厦取代。
赤坂王子大飯店拆除工程結束後，其原址納入由西武集團旗下公司西武地產投資興建的「東京Garden Terrace紀尾井町」複合式開發區，於2013年2月20日動工、2016年7月27日正式完工。

## 图片集

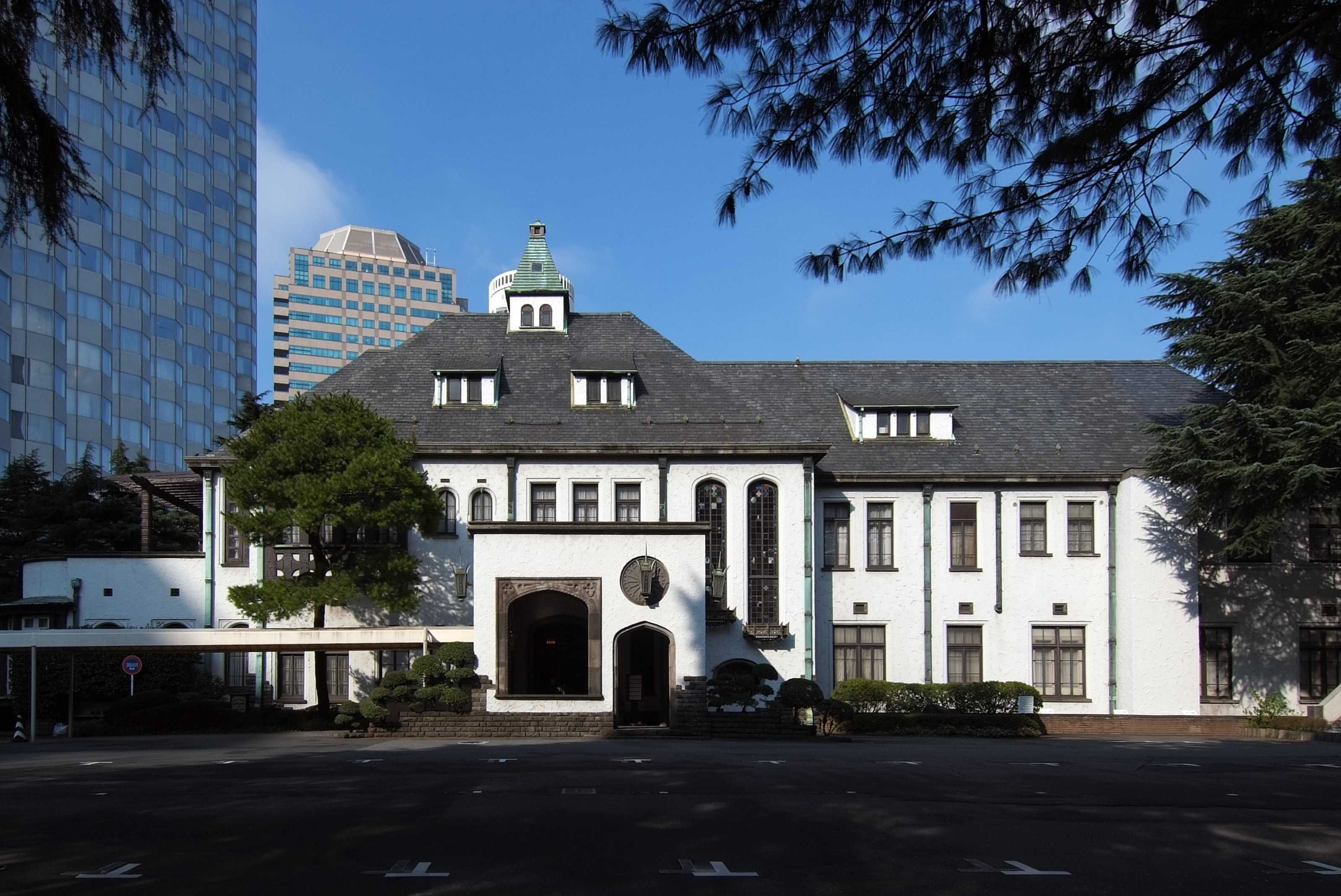
旧馆（原李王家邸）
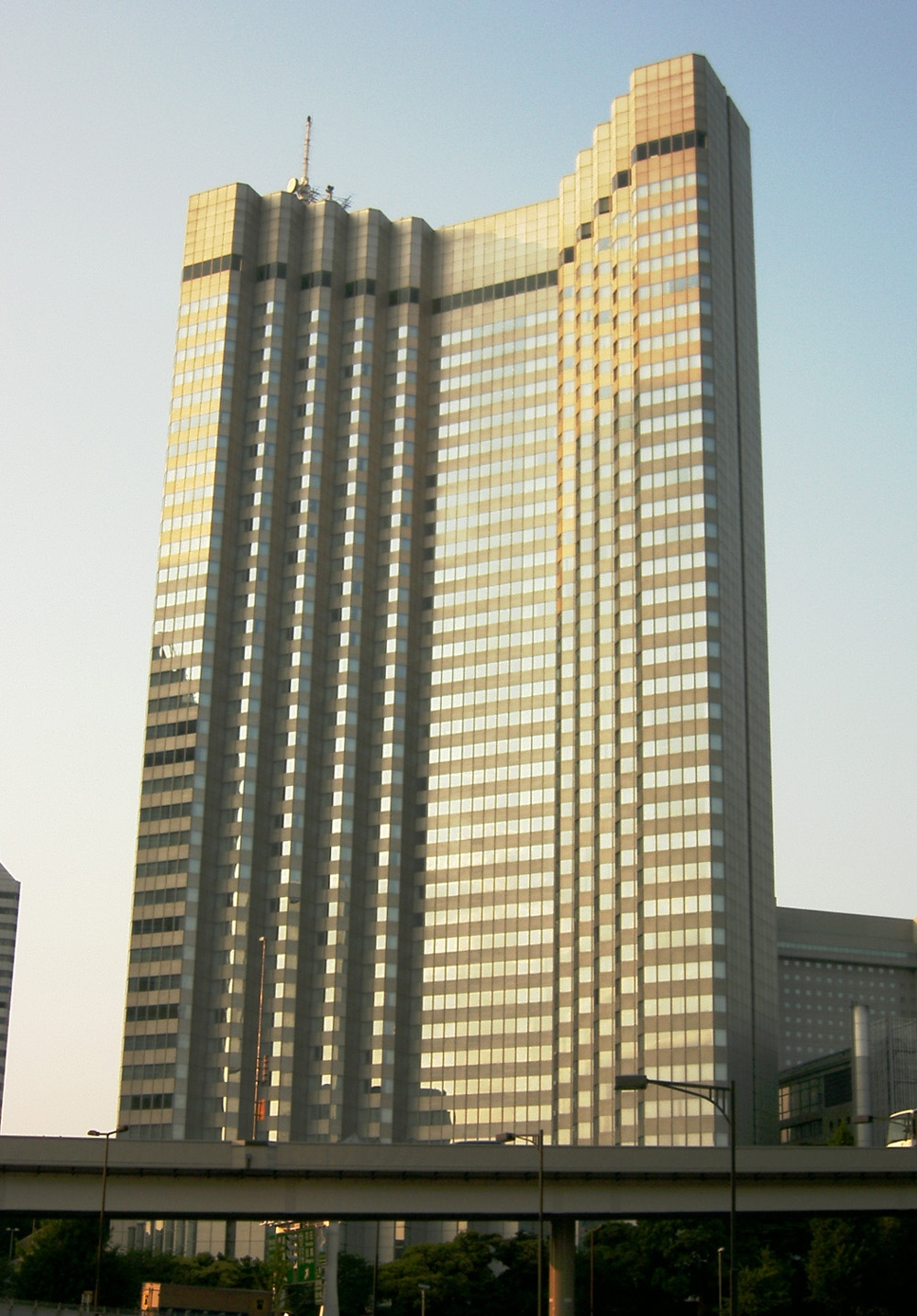
新馆外观
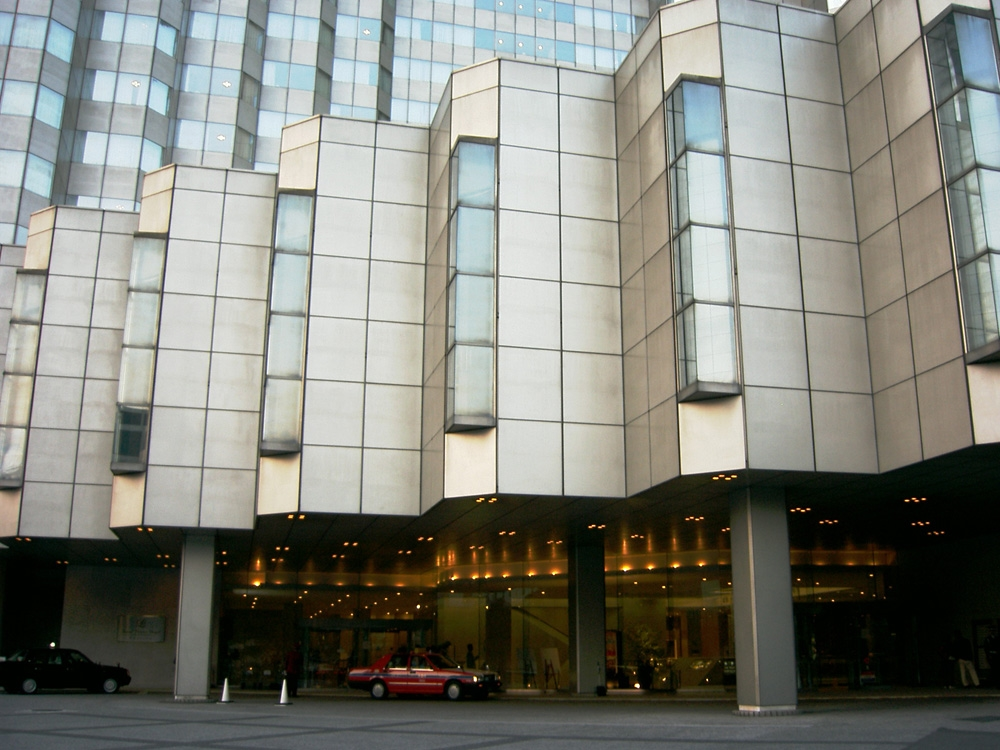
新馆・1层入口
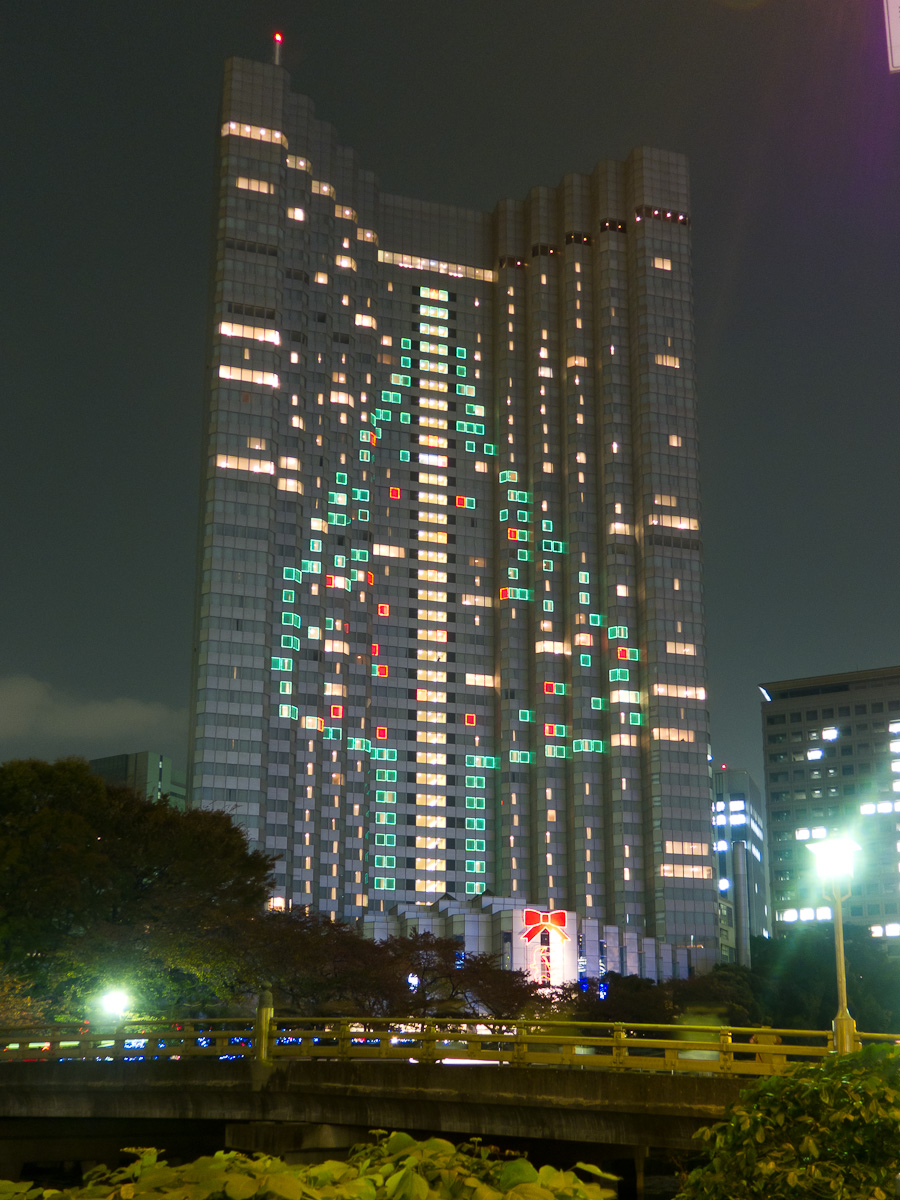
最后的圣诞夜（2010年）

## 外部連結
维基共享资源上的相關多媒體資源：赤坂王子大飯店
- 赤坂プリンス クラシックハウス （页面存档备份，存于）